# Paumier
Cet article possède un paronyme, voir Pommier.
Pour les articles homonymes, voir Paumier (homonymie).
Le paumier est un artisan qui fait commerce de la pratique du jeu de paume. Il tire profit de la fabrication du matériel, de la location des salles de jeu, et de toutes les prestations aux joueurs qui entourent la pratique de ce jeu.

## Histoire
Les paumiers se sont d'abord appelés faiseurs d'esteuf, esteuviers ou pelotiers.
Le Livre de Taille de Paris recense déjà 13 paumiers à Paris en 1292, mais la période faste du jeu de paume couvre quatre siècles, de 1250 à 1650. Au début du XVIIe siècle, le jeu fournit du travail à Paris à près de 7000 personnes pour environ 250 salles de jeu de paume. En 1657 il n’y a déjà plus que 114 salles  et il n’en reste ainsi qu'une dizaine   , à la veille de la Révolution.
Si le nombre de paumiers est important à Paris, la profession est présente partout en France, et à l'apogée du jeu, Albert de Luze évalue à 500 le nombre de salles en province .
Les paumiers de Paris ont mis au point des balles au rebond exceptionnel qui firent la renommée des paumiers parisiens.

## Organisation en corporation

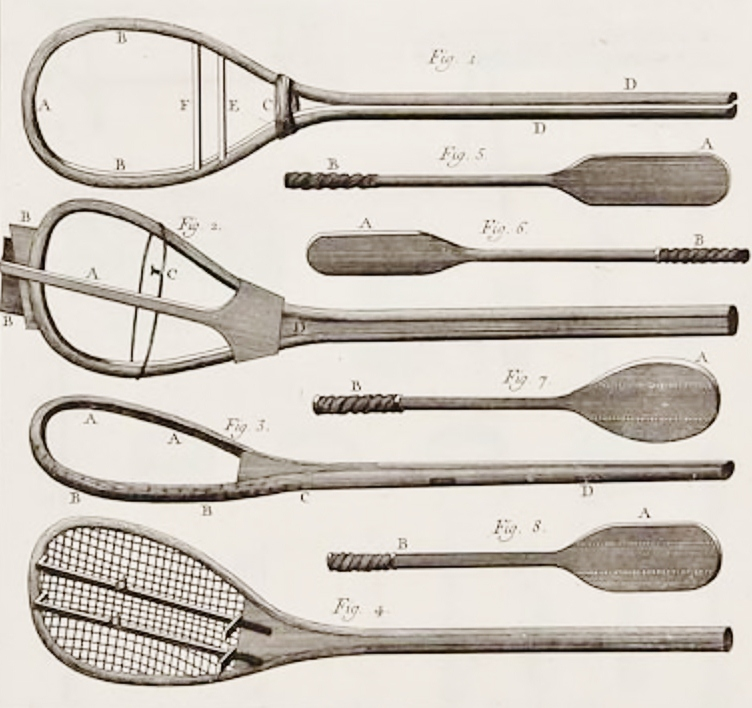
raquettes de jeu de paume

Les paumiers s’organisent en corporation à partir de 1610 afin de réguler la paume en France. Certains paumiers peu scrupuleux n’hésitent pas, par exemple, à bourrer leurs éteufs de pierres provoquant des accidents, parfois mortels. Le frère de Montaigne décède ainsi.
Si cela permet de garantir un certain niveau de prestations pour les clients, cela assure également un niveau de revenus confortable à l’artisan, en limitant l’accès de la profession à de nouveaux entrants. Les charges se transmettent par héritage, mariage ou vente. On retrouve ainsi des familles de paumiers sur plusieurs générations.
Le niveau de base dans la corporation est l'apprenti. Cet apprenti doit réaliser trois ans d'apprentissage sous la responsabilité d'un maitre paumier pour devenir compagnon paumier. Il peut alors être engagé comme salarié et travailler dans un jeu de paume sur la base d'un contrat d'un an renouvelable. Pour devenir maitre paumier, il doit ensuite réaliser un chef-d’œuvre qui consiste à jouer contre les deux plus jeunes maîtres paumiers de la corporation, et gagner un certain nombre de parties. Les fils de maitre paumier sont exemptés de chef-d’œuvre, et la veuve peut poursuivre l'activité de son défunt mari.
Le maitre paumier, son compagnon ou son apprenti sous sa supervision sont seuls autorisés à fabriquer et vendre du matériel (raquettes, balles appelées éteuf … ), à gérer une salle de jeu, et à fournir aux joueurs les prestations qui entourent la pratique de ce sport (nourriture, boisson, habits, chauffage, éclairage de la salle, toilette du joueur....)
Le maître paumier achète ou loue une maison qui abrite une salle de jeu, et dans laquelle, comme tous les artisans de l’époque il habite. En fonction du lieu où se situe la salle, de sa fréquentation et de sa renommée, le niveau de vie du paumier peut être très variable. Comme pour le tennis dont il est l'ancêtre, des tournois étaient ainsi organisés dans les salles les plus réputées, les matches entre les meilleurs joueurs attirant le roi et sa cour.

## Paumiers célèbres
Familles Masson, Clergé, Lepape, Servo

## Sources
- « Jeux de paume parisiens », dans Paris Historique, N°67 du 2e semestre 1993, p.2
- Jean-Michel Mehl, Les jeux au royaume de France du XIIIe au début du XVIe siècle, Paris, Fayard, 1990, p.34-38
- Les métiers et corporations de la ville de Paris : XIVe – XVIIIe siècles. Tissus, étoffes, vêtements, cuirs et peaux, métiers divers / par René de Lespinasse,...